# 대역폭 (컴퓨팅)
컴퓨팅에서 대역폭(帶域幅, bandwidth)은 주어진 경로를 통해 데이터를 전송할 수 있는 최대 속도를 의미한다. 대역폭은 네트워크 대역폭, 데이터 대역폭 또는 디지털 대역폭으로 분류할 수 있다.
이 대역폭의 정의는 신호 처리, 무선 통신, 모뎀 데이터 전송, 디지털 통신 및 일렉트로닉스 분야에서의 대역폭 정의와는 대조된다. 이 분야들에서 대역폭은 헤르츠 단위로 측정되는 신호 대역폭을 의미하며, 이는 신호 전력의 잘 정의된 손상 수준을 충족하면서 도달 가능한 최저 및 최고 주파수 사이의 주파수 범위를 뜻한다. 실제로 달성할 수 있는 비트레이트는 신호 대역폭뿐만 아니라 채널의 잡음에도 달려 있다.

## 네트워크 용량
대역폭이라는 용어는 때때로 디지털 통신 시스템에서 순 비트레이트의 최대 비트레이트, 정보율 또는 물리 계층 유효 비트레이트, 채널 용량 또는 논리적 또는 물리적 통신 경로의 최대 처리량을 정의한다. 예를 들어, 대역폭 테스트는 컴퓨터 네트워크의 최대 처리량을 측정한다. 링크에서 유지될 수 있는 최대 속도는 이러한 통신 시스템의 섀넌-하틀리 채널 용량에 의해 제한되며, 이는 헤르츠 단위의 대역폭과 채널의 잡음에 따라 달라진다.

## 네트워크 소비량
비트/초 단위로 소비되는 대역폭은 달성된 처리량 또는 굿풋에 해당하며, 즉 통신 경로를 통해 성공적으로 전송된 데이터의 평균 속도를 의미한다. 소비되는 대역폭은 대역폭 형성, 대역폭 관리, 대역폭 제한, 대역폭 상한, 대역폭 할당(예를 들어 대역폭 할당 프로토콜 및 동적 대역폭 할당)과 같은 기술의 영향을 받을 수 있다. 비트 스트림의 대역폭은 연구된 시간 간격 동안 헤르츠 단위의 평균 소비 신호 대역폭(비트 스트림을 나타내는 아날로그 신호의 평균 스펙트럼 대역폭)에 비례한다.
채널 대역폭은 유용한 데이터 처리량(또는 굿풋)과 혼동될 수 있다. 예를 들어, x 비트/초의 채널이 반드시 x 속도로 데이터를 전송하는 것은 아니다. 프로토콜, 암호화 및 기타 요인으로 인해 상당한 오버헤드가 추가될 수 있기 때문이다. 예를 들어, 많은 인터넷 트래픽은 각 트랜잭션에 쓰리 웨이 핸드셰이크를 요구하는 전송 제어 프로토콜(TCP)을 사용한다. 많은 최신 구현에서 이 프로토콜은 효율적이지만, 더 간단한 프로토콜에 비해 상당한 오버헤드를 추가한다. 또한 데이터 패킷이 손실될 수 있으며, 이는 유용한 데이터 처리량을 더욱 감소시킨다. 일반적으로 효과적인 디지털 통신을 위해서는 프레이밍 프로토콜이 필요하며, 오버헤드와 유효 처리량은 구현에 따라 달라진다. 유용한 처리량은 실제 채널 용량에서 구현 오버헤드를 뺀 값보다 작거나 같다.

## 최대 처리량
네트워크의 점근 대역폭(공식적으로 점근 처리량)은 탐욕스러운 소스의 최대 처리량을 측정하는 것으로, 예를 들어 메시지 크기(소스당 초당 패킷 수)가 최대량에 가까워질 때를 의미한다.
점근 대역폭은 일반적으로 네트워크를 통해 매우 큰 메시지들을 여러 개 전송하고 종단 간 처리량을 측정하여 추정된다. 다른 대역폭과 마찬가지로, 점근 대역폭은 초당 비트 수의 배수로 측정된다. 대역폭 스파이크가 측정값을 왜곡할 수 있으므로, 통신사들은 종종 95번째 백분위수 방법을 사용한다. 이 방법은 대역폭 사용량을 지속적으로 측정한 다음 상위 5퍼센트를 제거한다.

## 멀티미디어
디지털 대역폭은 다음을 의미할 수도 있다: 멀티미디어 비트레이트 또는 멀티미디어 데이터 압축(소스 코딩) 후의 평균 비트레이트로, 총 데이터 양을 재생 시간으로 나눈 값이다.
압축되지 않은 디지털 미디어의 비현실적으로 높은 대역폭 요구 사항 때문에, 데이터 압축을 통해 필요한 멀티미디어 대역폭을 크게 줄일 수 있다. 미디어 대역폭 감소에 가장 널리 사용되는 데이터 압축 기술은 1970년대 초 나시르 아메드가 처음 제안한 이산 코사인 변환(DCT)이다. DCT 압축은 디지털 신호에 필요한 메모리 및 대역폭 양을 크게 줄여 압축되지 않은 미디어에 비해 최대 100:1의 데이터 압축률을 달성할 수 있다.

## 웹 호스팅
웹 호스팅 서비스에서 대역폭이라는 용어는 종종 웹사이트나 서버로 또는 웹사이트나 서버에서 전송되는 데이터 양을 지정된 기간 내에 설명하는 데 사용된다. 예를 들어, 한 달 동안 축적된 대역폭 소비량이 월별 기가바이트 단위로 측정된다. 매달 또는 주어진 기간 동안의 최대 데이터 전송량을 의미하는 더 정확한 표현은 월별 데이터 전송량이다.
유사한 상황은 최종 사용자 인터넷 서비스 제공자의 경우에도 발생할 수 있는데, 특히 네트워크 용량이 제한된 경우(예: 인터넷 연결이 발달하지 않은 지역 및 무선 네트워크)에 그렇다.

## 인터넷 연결
| 비트레이트    | 연결 유형                                   |
| ------------- | ------------------------------------------- |
| 56 kbit/s     | 다이얼업                                    |
| 1.5 Mbit/s    | ADSL 라이트                                 |
| 1.544 Mbit/s  | T1/DS1                                      |
| 2.048 Mbit/s  | E1 / E-캐리어                               |
| 4 Mbit/s      | ADSL1                                       |
| 10 Mbit/s     | 이더넷                                      |
| 11 Mbit/s     | 무선 802.11b                                |
| 24 Mbit/s     | ADSL2+                                      |
| 44.736 Mbit/s | T3/DS3                                      |
| 54 Mbit/s     | 무선 802.11g                                |
| 100 Mbit/s    | 고속 이더넷                                 |
| 155 Mbit/s    | OC3                                         |
| 600 Mbit/s    | 무선 802.11n                                |
| 622 Mbit/s    | OC12                                        |
| 1 Gbit/s      | 기가비트 이더넷                             |
| 1.3 Gbit/s    | 무선 802.11ac                               |
| 2.5 Gbit/s    | OC48                                        |
| 5 Gbit/s      | 슈퍼스피드 USB                              |
| 7 Gbit/s      | 무선 802.11ad                               |
| 9.6 Gbit/s    | OC192                                       |
| 10 Gbit/s     | 10기가비트 이더넷, 슈퍼스피드 USB 10 Gbit/s |
| 20 Gbit/s     | 슈퍼스피드 USB 20 Gbit/s                    |
| 40 Gbit/s     | 썬더볼트 3                                  |
| 100 Gbit/s    | 100기가비트 이더넷                          |

## 에드홀름의 법칙
2004년 필 에드홀름이 제안하고 그의 이름을 딴 에드홀름의 법칙은 전기 통신 네트워크의 대역폭이 18개월마다 두 배가 된다는 것으로, 1970년대 이후로 사실로 입증되었다. 이러한 추세는 인터넷, 셀룰러(모바일), 무선랜 및 무선 개인 통신망의 경우에서 분명하게 나타난다.
MOSFET(금속-산화물-반도체 전계효과 트랜지스터)은 대역폭의 급격한 증가를 가능하게 하는 가장 중요한 요소이다. MOSFET(MOS 트랜지스터)는 1959년 벨 연구소에서 마틴 아탈라와 강대원이 발명했으며, 현대 전기 통신 기술의 기본 구성 요소가 되었다. 지속적인 MOSFET 스케일링은 MOS 기술의 다양한 발전과 함께 무어의 법칙(집적 회로 칩의 트랜지스터 수가 2년마다 두 배가 되는 것)과 에드홀름의 법칙(통신 대역폭이 18개월마다 두 배가 되는 것)을 모두 가능하게 했다.

## 같이 보기
- 장치 대역폭 목록